# Stazione di Imola
La stazione di Imola è una stazione ferroviaria della linea Bologna-Ancona, a servizio della città di Imola.

## Strutture e impianti
Il piazzale era un tempo dotato di dodici binari, distinguibili in sei tronchi. Con gli ultimi lavori i binari sono stati ridotti a 7, di cui 3 tronchi, e solo 5 adibiti al servizio passeggeri. 
Vi è anche uno scalo merci. In passato è stato un importante nodo di interscambio tra le aziende dell'hinterland ed il resto d'Europa. Erano vivissimi i trasporti di derrate alimentari anche per l'estero, di vino e di argilla per rifornire l'industria ceramica della zona.
È stato completamente dismesso ed è in attesa di nuove destinazioni. All'interno dello scalo è presente un treno storico gestito da un gruppo di ferramatori dove all'interno dello stesso sono presenti plastici ferroviari, diorami e reperti storici ferroviari.
La stazione era collegata con un raccordo alla stazione della linea Massalombarda-Fontanelice, gestita dalla SAF ed importante per il trasporto di derrate alimentari.
A ovest del fabbricato viaggiatori nel 2009 è stato realizzato un binario tronco come capolinea del servizio ferroviario metropolitano di Bologna (da esso partono i treni in servizio regionale diretti a Bologna, San Pietro in casale e Ferrara).
Nell’estate 2017 sono iniziati i lavori di ristrutturazione della stazione, che hanno visto la costruzione di una nuova banchina a servizio del quarto binario centrale, precedentemente utilizzato a scopo di transito, la sostituzione della linea aerea e la completa ripavimentazione delle banchine preesistenti per rialzarle fino allo standard europeo di 55 cm e portarle a livello delle pedane di salita nelle carrozze più moderne.

## Movimento
La fermata è servita da treni regionali svolti da Trenitalia Tper nell'ambito del contratto di servizio stipulato con la Regione Emilia-Romagna in servizio fra Piacenza e Ancona e tra Bologna e Rimini via Ravenna.
La fermata è il capolinea est della linea S4B (Bologna Centrale - Imola) del servizio ferroviario metropolitano di Bologna.
Al 2007, l'impianto risultava frequentato da un traffico giornaliero di circa 2 200 persone.
A novembre 2019, la stazione risultava frequentata da un traffico giornaliero medio di circa 8 380 persone (4 018 saliti + 4 362 discesi).
Dal 2024, eccezionalmente, in occasione del Gran Premio dell'Emilia-Romagna di Formula 1, la stazione è servita anche dai treni Intercity in servizio fra Bologna e Bari e da un treno Eurocity proveniente da Zurigo.

## Servizi
La stazione è classificata da RFI nella categoria silver.
La stazione dispone di:
- Biglietteria a sportello
- Biglietteria automatica
- Bar
- Servizi igienici

## Interscambi
- Stazione taxi
- Fermata autobus